# ماذا خسر العالم بانحطاط المسلمين
ماذا خسر العالم بانحطاط المسلمين هو كتاب ألفه المفكر والداعية الإسلامي أبو الحسن الندوي، وهو يدور حول فكرة مهمة، وهي دور الإسلام في قيادة البشرية، وتأثير تراجع دور المسلمين على العالم.
تكلم المؤلف عن حال العالم قبل الإسلام شرقه وغربه، عربه وعجمه، وبيَّن أنه كان يعيش في ظلام دامس، حتى جاءت رسالة الإسلام، والتي حوَّلت العرب الوثنيين، المفرقين، المتنازعين فيما بينهم، إلى أمة، بل خير أمة أخرجت للناس، {كُنتُمْ خَيْرَ أُمَّةٍ أُخْرِجَتْ لِلنَّاسِ تَأْمُرُونَ بِالْمَعْرُوفِ وَتَنْهَوْنَ عَنِ الْمُنكَرِ وَتُؤْمِنُونَ بِاللّهِ...} (110) سورة آل عمران.

## أبوابه وفصوله
يتكون الكتاب من خمسة أبواب، وتحتها عدد من الفصول كالتالي:
- الباب الأول: العصر الجاهلي. وتحته فصلان بعنوان «الإنسانية في الاحتضار» و «النظام السياسي والمالي في العصر الجاهلي». حيث بين عصر الجاهلية هذا كان ما قبل النبوة، فتكلم بنظرة سريعة عن حال الأمم والأديان مبتدئا بالديانة المسيحية وما وصلت إليهِ من ظلم وتفرق وحروب أهلية واستغلال الشعوب إلى ان استعبدوا دولة باكملها ياخذون منها الضرائب بلا مقابل وما يطالبونه الرهبان من صكوك الغفران لشراء أرض الجنة، وتكلم عن الحبشة وما وصلت إليه من جاهلية وثنية وحالة يرثى لها من الضياع والضلال، ثم انتقل الكاتب إلى الأمم الأوروبية حيث انقسمت لديانتان يهودية ومسيحية محللا الأوضاع التي كانت عليها أوروبا من أوهام عقلية وحروب أهلية. ثم انتقل إلى الفرس محللا النظام الدكتاتوري في عهد كسرى وما وصلت إليهِ الفرس من تعظيم الأكاسرة لدرجة التأليه وكانت النار الإله المعبود، ثم يتكلم عن الهند والديانات السائدة بها حيث كانت الأصنام ومن أهم دياناتهم البوذية والبرهمية والهندوسية، وكانوا يقسمون الشعب لطبقات منهم المنبوذون حيث لا يجوز لمسهم، وكانت هناك ردة فعل لهذا النظام الرهباني للبوذية فانتشرت الفاحشة والزنا وكانوا يتاجرون بالمرأة تجارة بشعة، وآخر أمة تكلم عنها في هذا الفصل هي العرب حيث كانت لهم بعض المبادئ الاخلاقية كالصدق وغيره لكنهم كغيرهم اتخذوا الآلهة معبودا ووسيلة لهم لعبادة الإله فهذا ما تميزوا بهِ عن غيرهم من الأمم، وذكر دور العصبية القبلية في عدم تكون زعامة واحدة للعرب فكانوا فرقا اشتاتا. فهكذا ينتهي الباب الأول بستة وتسعين صفحة تختصر حالة العالم في عصر ما قبل النبوة حيث وصفهُ بأبشع وأجهل أصناف البشر في هذا العصر، فاذا كان للعدم والشر رقما فهذا العصر هو المجسد لهذا الشر.
- الباب الثاني: من الجاهلية إلى الإسلام. وبهِ أربعة فصول بعنوان «منهج الأنبياء في الإصلاح والتغيير» و «رحلة المسلم من الجاهلية إلى الإسلام» و «المجتمع الإسلامي» وأخيرا «كيف حول الرسول خامات الجاهلية إلى عجائب الإنسانية». تكلم في هذا الباب عن خصائص دعوة الأنبياء وسنن الدعوة إلى الإصلاح موضح أن النبي محمد تأمل حال قومهِ من فساد أخلاقي وجشع سياسي وتمزق النفس البشرية.
- الباب الثالث: العصر الإسلامي. وبه ثلاثة فصول بعنوان «عهد القيادة الإسلامية» و «الانحطاط في الحياة الإسلامية» و«دور القيادة العثمانية». وفيهِ تكلم عن خصائص الائمة المسلمون ومدى تأثيرهم في المجتمع وتأثير المدينة التي يقودونها على المجتمع العالمي، فعندما تهب روح الإيمان في أي مكان ترى لهُ تأثير واضح كتأثير المطر على النبات أو كتحريك الرياح للسفن فهذهِ القيادة الروحية المستقيمة كانت كجناح الأمان للشعوب ومنبت النهضة للأمم على الأرض.
- الباب الرابع: العصر الأوروبي. وبه ِأربعة فصول بعنوان «أوروبا المادية» و«الجنسية والوطنية في أوروبا» و«أوروبا إلى الانتحار» و«رزايا الإنسانية المعنوية». في هذا الباب يتكلم عن الحضارة الغربية بشكل عام نشأتها وخصائصها وإلى أين ستنتهي.
- الباب الخامس: قيادة الإسلام للعالم. وبه فصلان بعنوان «نهضة العالم الإسلامي» و «زعامة العالم العربي». وفيه بين أهمية قيادة الإسلام للعالم المعاصر، وعلى الرغم من أن الكاتب هندي ولكنه من أصل عربي بل من سلالة النبي محمد، فقال أن الإسلام نبع من العرب إلى العالم بأسرهِ وعلى مر التاريخ الإسلامي كانت القيادة للعرب، فوضع أهم خطوات القيادة الإسلامية للعرب علم ديني مجدد وثروة علمية معاصرة وأهتمام تكنلوجي عسكري، وانتقد حياة الترف التي يعيشها الشباب ناصحا باعادة نشأة الشباب على الحياة السابقة من تعلم الفروسية والنظم العسكرية.

## روابط خارجية
- رابط للكتاب.
- الكتاب على موقع جوجل ريد.